# Elegant-Tidning 1810
Elegant-Tidning 1810 var en svensk modetidskrift som utgavs under år 1810. Det var den första modetidningen som gavs ut i Sverige.